# Paso de los Libres
Paso de Los Libres é uma cidade argentina da província de Corrientes. Situa-se na fronteira com o Brasil, na margem ocidental do rio Uruguai. A cidade, segundo o censo de 2010, possui 43.251 habitantes. É referida pela população da região apenas como Libres.
Há grande integração com a cidade gaúcha de Uruguaiana, com a qual é ligada pela Ponte Internacional Uruguaiana-Paso de los Libres. Está à 362 km de distância da cidade de Corrientes, capital da Província de Corrientes. A cidade tem importância comercial internacional estratégica, considerando que está localizada equidistante de Buenos Aires (Capital da Argentina), Montevidéu (Capital do Uruguai) e Assunção (Capital do Paraguai). 
Paso de los Libres foi fundada em 12 de setembro de 1843 pelo general Joaquín Madariaga. Em 28 de outubro de 1908, nasceu Arturo Frondizi, advogado e político, que ocupou presidência da Argentina entre 1 de maio de 1958 e 29 de março de 1962.

## Lazer
A cidade tem um importante número de restaurantes, com destaque para as parrillas e massas. Também há o cassino Rio Uruguay, muito frequentado por brasileiros. 
Outro ponto alto dos eventos na cidade é o Carnaval de Paso de Los Libres.